# John Willment
John Willment (* im 20. Jahrhundert) war ein britischer Unternehmer, Finanzier und Mitbesitzer von JW Automotive Engineering.
John Willment war in den 1960er-Jahren einer der bekanntesten und größten Ford-Händler in Großbritannien und betrieb zu dieser Zeit auch ein eigenes Rennteam – Race-Proved by Willment. Zum Einsatz kamen Ford Anglias und Cortinas, der Lotus 30 sowie Monoposto-Rennwagen von Brabham und Cooper. Willment hatte mit einer Baufirma Wohlstand erreicht, die unter anderem 1957 die Fabrik des Formel-1-Rennstalls Cooper errichtet hatte.
1966 war Willment Geldgeber von JW Automotive, dem Rennteam von John Wyer. Mit Willments Kapital gewann das Team mit einem Ford GT40 das 24-Stunden-Rennen von Le Mans 1968 und 1969 sowie mit dem Porsche 917 die Sportwagen-Weltmeisterschaft 1971.